# ハサン駅
ハサン駅（ハサンえき）はロシア沿海地方ハサン地区に位置する駅である。ハサンより国境の朝鮮・ロシア友情橋（豆満江）を渡り、豆満江駅に至る。ロシアと北朝鮮の間の鉄道は、ソビエト連邦軍を輸送するために第二次世界大戦直後の1951年9月28日に建設された。豆満江駅より先は朝鮮総督府鉄道として日本統治時代に建設されたので、ロシア側が広軌（1,520mm）であるのに対して、北朝鮮は標準軌（1,435mm）なので、貨物の積み替え、客車の台車の付替えが必要である。

## 歴史
2008年より輸送力増強に向けて、ロシアによりハサン駅より羅津駅を経由して、羅津港第三埠頭まで改修および羅津港第三埠頭の改修工事が着工した。2011年10月に工事が完成し、試運転が行われ、2013年9月22日完成式典が行われた。これにより、標準軌と広軌の４線軌条の混合線を通り、ロシアの列車が、羅津港まで直通することが可能となった。
2020年、北朝鮮当局は新型コロナウイルス感染症の世界的流行が国内に波及しないよう国境を事実上閉鎖した。2021年2月時点も北朝鮮国内からハサン駅に向けた区間の運行が停止されており、同年、ロシアへ帰る手段を失った大使館員および家族がトロッコを使い、自らの手で国境を越える映像が公開されている。

## 駅構内
駅は7本の線路があり、すべて電化されていない。2つの行き止まりの線路はウスリスクから来る列車を収容できるが、南側の残りの線路は豆満江に架かる国境橋を渡る。

### のりば
| ホーム | 路線             | 行先                         |
| ------ | ---------------- | ---------------------------- |
| 1～7   | ハサンスキー本線 | バラノフスキー方面           |
| 1～7   | 豆満江線 平羅線  | 豆満江・羅津・間里・平壌方面 |

## 隣の駅
ロシア鉄道極東鉄道支社／北朝鮮鉄道省
バラノフスキー・ハサン鉄道／豆満江線

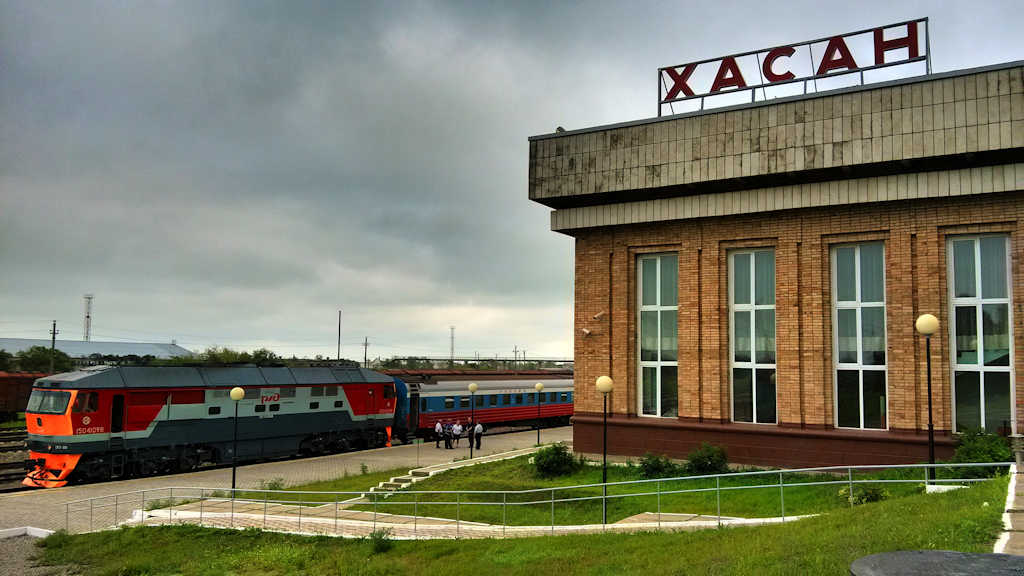
ハサン駅外観

マハリノ(Махалино)駅 -  ハサン駅 - 豆満江駅（北朝鮮方面）